# Rocco Abate

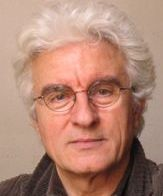
Rocco Abate (2020)

Rocco Abate (* 20. Juni 1950 in Oriolo, Provinz Cosenza, Kalabrien, Italien) ist ein italienischer Flötist, Musikpädagoge und Komponist.

## Leben
Rocco Abate ging nach seiner Schulausbildung 1964 nach Mailand. Hier besucht er das Conservatorio Giuseppe Verdi. Er studierte bei  Cilliberti, Bruno Martinotti (1936–1986), Turriani, Soresina und Bruno Bettinelli. Seine Diplome machte er 1972 im Fach Flöte, 1974 im Fach Instrumentierung für Banda und 1979 in Komposition. Während des Studiums musizierte er zumeist mit Mitstudenten und im Orchester des Konservatoriums, wurde aber bald vom Mailänder Orchestra i Pomeriggi Musicali engagiert. Es folgten weitere Engagements bei diversen Orchestern wie dem Orchestra Dell’Angelicum Di Milano, dem Orchestra sinfonica della RAI di Milano und dem Orchestra della Svizzera italiana. Er arbeitete mit vielen renommierten Dirigenten wie Claudio Abbado, Georges Prêtre, Carlos Kleiber, Wolfgang Sawallisch und Giuseppe Patanè zusammen.  Als Solist zeigte er eine rege Konzerttätigkeit. Er spielte über 70 Konzerte in den Vereinigten Staaten. 1982 besuchte er einen Kompositionsmeisterkurs bei Franco Donatoni an der Accademia Chigiana in Siena. Weitere Kurse und Seminare besucht er bei Salvatore Sciarrino, Brian Ferneyhough, Elliott Carter, Hugues Dufourt, Hans Werner Henze, Gérard Grisey, Emmanuel Nunes (1941–2012), Tristan Murail und Karlheinz Stockhausen. Er war Mitbegründer der I Dieci Fiati Italiani und Mitglied  der Gruppo Musica Insieme di Cremona. Konzerte gab er auch mit den Duettpartnern Delia Pizzardi, Attilio Martignoni und Luigi Zanardi so wie Kammermusik mit dem Quartetto Telemann und dem Quintetto Vie Nuove. 1974 wird er als Flötendozent am Conservatorio Peri-Merulo, dem heutigen Istituto superiore di studi musicali in Reggio Emilia angestellt. Er erhielt einen einjährigen Vertrag am Konservatorium von Rovigo. Danach ging er bis 1976 ans Konservatorium von Cosenza. Nach dem Militärdienst ging er 1977 ans Konservatorium in Verona und wurde später ans Konservatorium „Giuseppe Nicolini“ in Piacenza versetzt. 1990 erfolgte der Ruf auf den Lehrstuhl für Flöte am Conservatorio Giuseppe Verdi in Mailand. 2004 wurde er zum Mitglied des Akademischen Rates des Konservatoriums gewählt.
Er entwarf vor einigen Jahren einen musikalischen Experimentierkurs für Kinder der dritten Klasse. Hierfür entwickelte er unter anderem ein musikalisches Schriftsystem, das den Schülern erlaubt eigenständig eine Operina musicale zu verfassen.

## Werke (Auswahl)
- Sol'o für acht Instrument, 1978, eingespielt vom Logos Ensemble und als LP veröffentlicht beim Label Edipan
- Sechs Bagatellen für Streichtrio op. 02-5 OCLC 725509194 RISM ID: 850812280 Es ist ein Auftragswerk des Angelicum in Mailand, wo es 1975 unter der Leitung von Umberto Benedetti Michelangeli (* 1952) uraufgeführt wurde. Es folgte eine weitere Aufführung am Teatro La Fenice unter der Leitung von Giampiero Taverna.
- Cinque brevi variazioni [Fünf kurze Variationen] über das Thema „Là ci darem la mano“ von  Wolfgang Amadeus Mozart für Piccoloflöte und Bassklarinette op. 3, im Juni 1984 komponiert, publiziert bei Ricordi RISM ID: 850817379
- Dust op. no. zero per ottavino, 1982 komponiert OCLC 17467629
- Knecht, Magister Ludi  für Klarinett, Violoncello und Klavier, Februar 1982 OCLC 40449794
- Trista o degli oggetti für Klarinette solo, 1986 komponiert, publiziert bei Ricordi OCLC 658478724 RISM ID: 850812282
- Chronos e Mnemosyne, op. 21 für Klarinette in B, Fagott, Horn in F und Streichquartett, 1989/90, in Gedenken an Armando Gentilucci, veröffentlicht beim G. Ricordi Bühnen- und Musikverlag, München OCLC 725028943 RISM ID: 850812096
- Narciso für Oboe oder Englischhorn solo, 1990 komponiert, Bruno Pedretti (* 1953) gewidmet, publiziert bei Ricordi RISM ID: 850811693
- Spira für Flöte solo op. 19, 1990 komponiert, publiziert bei Ricordi RISM ID: 850812353
- Sublimen für Klarinette solo amplificato (con eco e riverbero [mit Echo und Nachhall]) op. 26, im November 1990 komponiert, publiziert bei Ricordi RISM ID: 850817194
- Pagine sinfoniche da “Dottor Sincretico” für Orchester, publiziert bei Ricordi, 1992 OCLC 725028958
- Progetto sincretico. Streichquartett oder Streichorchester, op. 30, veröffentlicht beim G. Ricordi Bühnen- und Musikverlag, München, 1993 OCLC 725028968 RISM ID: 850812468